# Приморский парк (Мариуполь)
Приморский парк (укр. Приморський парк) — парк в Приморском районе города Мариуполя Украины.
Расположен между Приморским бульваром и проспектом Нахимова.

## История
Приморский парк был создан в 1968 году. Первое название — парк имени 50-летия Октября. В 1995 году его переименовали в Приморский парк. Парк был заложен в форме прямоугольника. Он расположен между проспектом Нахимова и Приморским бульваром.
Это самый большой парк в городе, площадь которого составляет свыше 60 гектар. Благоустройством парка не занимались более 40 лет. В 2010 году началась реконструкция. Этим вопросом занялась Приморская районная администрация. Парк условно поделили на 4 разных сектора, и первым делом привели в порядок 20 гектар, расположенных на территории, ограниченной проспектом Нахимова, мечетью, храмом Святого Николая, профилакторием «Чайка». Была отремонтирована летняя эстрада, посажены клумбы. Среди известных мест парка — скульптура «Посейдон». Она установлена вблизи фонтана. Фигура Посейдона находится на возвышении над искусственным водоёмом на трёх лошадях. Вторым этапом озеленения Приморского парка стала территория в размере 40 гектаров.
Среди достопримечательностей самого парка — растущие там сакуры.

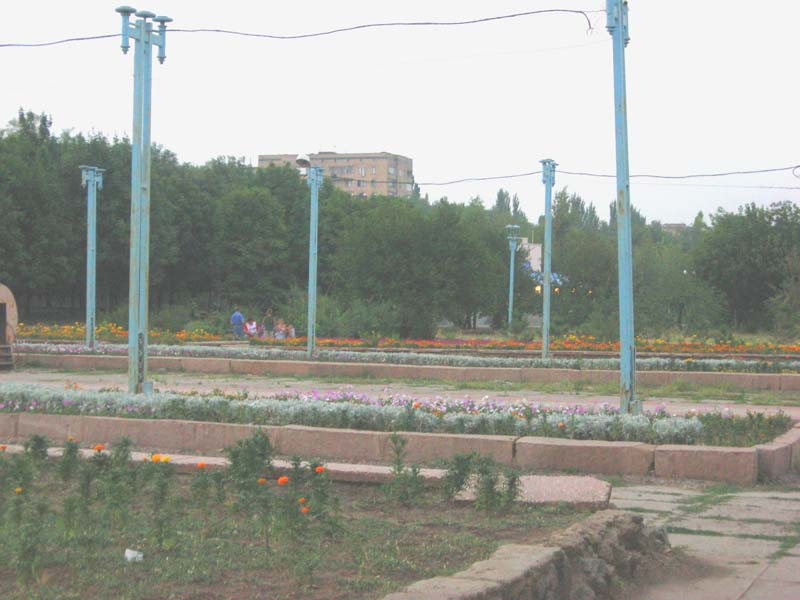
Приморский парк в 2007 году

В рамках реконструкции был разработан проект участка, который находится от телевышки до ночного клуба «Коралл», площадь участка составляет 32,5 гектар. Предполагалось, что на реализацию поставленных идей и планов уйдёт около 5 лет.
В рамках реконструкции планирулось создать эко-дендрарий и ландшафтный парк с различными секторами зелёных насаждений.
В 2011 году в рамках первого этапа реконструкции установили 22 новые лавочки. Состоялась установка антивандальных светильников. В центре аллеи Приморского парка планировали установить трехкаскадный фонтан. Также анонсировалось появление нескольких фигур из бетона — волка, медведя, лисы.
В 2012 году после реконструкции состоялось торжественное открытие ещё одной части парка. Большое внимание во время проводимых работ было уделено фигуре Посейдона, а сам фонтан в парке был отремонтирован. В этой же части парка появилась фигура дельфина и добавились фигуры нескольких персонажей. В то же время часть задач, поставленных в 2010 году, к осени 2012 года ещё не была решена.
По состоянию на 2018 год реконструкция парка продолжалась. Для выполнения всех задуманных идей был необходим 1 миллион гривен. Парк носит имя Приморского парка им. А. И. Куинджи. Согласно проекту, должна была быть благоустроена парковая зона, покрытия парковых дорог, аллей, установлено ограждение парка, информационные щиты и стенды. Планировалось сделать отдельные места для размещения на их территории в зимний период декоративных скульптур. Предусматривалось создание муниципального ботанического сада на территории Приморского парка.